# Далуз, Мелдрик
Мелдрик Сент-Клер Далуз Виейра (англ. Meldric St. Clair daLuz Vieira, 1 февраля 1921, Калькутта, Британская Индия — 2 августа 2011, Харроу, Большой Лондон, Великобритания) — индийский хоккеист (хоккей на траве), полузащитник. Олимпийский чемпион 1952 года. 

## Биография
Мелдрик Далуз родился 1 февраля 1921 года в индийском городе Калькутта. 
Играл в хоккей на траве за Бенгалию. 
В 1952 году вошёл в состав сборной Индии по хоккею на траве на Олимпийских играх в Хельсинки и завоевал золотую медаль. Играл на позиции полузащитника, провёл 1 матч, мячей не забивал.
Умер 2 августа 2011 года в лондонском боро Харроу.

## Семья
Был женат на Беатрис Энни Морган (1921—?).